# Општина Колонешти (Олт)
Колонешти (рум. Coloneşti) општина је у Румунији у округу Олт.
Oпштина се налази на надморској висини од 216 m.